# Sonchus arvensis
Rổng cúc đồng (danh pháp khoa học: Sonchus arvensis) là một loài thực vật có hoa trong họ Cúc. Loài này được Carl Linnaeus miêu tả khoa học đầu tiên năm 1753.

## Từ nguyên
Tính từ định danh arvensis là tiếng Latinh có nghĩa là đồng ruộng, đồng cỏ, bãi cỏ; ở đây là nói tới nơi người ta thường nhìn thấy loài này. Tuy nhiên, trong tiếng Việt thì rổng cúc đồng cũng là một trong các tên gọi của Sonchus wightianus.

## Phân bố
Loài bản địa châu Âu tới Siberia, Kavkaz, Trung Á, Oman, Mông Cổ nhưng đã du nhập vào Bắc Mỹ, Guatemala, Nhật Bản, Ấn Độ, Indonesia, Việt Nam.

## Phân loài

### S. arvensissubsp.arvensis
S. arvensis subsp. arvensis là phân loài nguyên chủng. Phân bố và du nhập như của toàn loài.
Các danh pháp đồng nghĩa bao gồm:
- Hieracium arvense Scop., 1771
- Hieracium spinulosum Spreng., 1826
- Lepicaune spinulosa Lapeyr., 1813
- Sonchoseris arvensis Fourr., 1869 nom. inval.
- Sonchoseris decora Fourr., 1869 nom. inval.
- Sonchus arvensis var. angustifolius Lej., 1836
- Sonchus arvensis var. eglandulosus Farw., 1918
- Sonchus arvensis var. glaber St.-Lag., 1889
- Sonchus arvensis var. nanus Phil., 1894
- Sonchus arvensis var. shumovichii B.Boivin, 1967
- Sonchus cumbulus Buch.-Ham. ex Wall., 1831 nom. nud.
- Sonchus exaltatus Wallr., 1841
- Sonchus glaber Schult., 1809
- Sonchus glandulosus Schur, 1866
- Sonchus hispidus Gilib., 1782 opus utique oppr.
- Sonchus intermedius W.D.J.Koch, 1837
- Sonchus ketzkhovelii Schchian, 1949
- Sonchus laevissimus Schur, 1866
- Sonchus longifolius Wall., 1831 nom. nud.
- Sonchus maritimus Turcz., 1838 nom. illeg.
- Sonchus nitidus Vill., 1779
- Sonchus orixensis Roxb., 1832
- Sonchus pratensis Schur, 1866 orth. var.
- Sonchus repens Bubani, 1899
- Sonchus vulgaris Rouy, 1905

### S. arvensissubsp.humilis
S. arvensis subsp. humilis (N.I.Orlova) Tzvelev, 2000 (đồng nghĩa: S. humilis N.I.Orlova, 1964). Phân bố: Các quốc gia Baltic, Phần Lan, Thụy Điển, Nga phần thuộc Bắc Âu.

### S. arvensissubsp.uliginosus
S. arvensis subsp. uliginosus (M.Bieb.) Nyman, 1879 (đồng nghĩa: S. arvensis var. uliginosus (M.Bieb.) Trautv., 1866, S. uliginosus M.Bieb., 1808). Loài bản địa châu Âu tới Siberia, Kazakhstan, Mông Cổ, Ngoại Kavkaz nhưng đã du nhập vào Bắc Mỹ,  và Viễn Đông Nga.